# Веретин, Алексей Андреевич
Алексей Андреевич Веретин (1907—1958) — советский работник сельского хозяйства, комбайнер Большевистской машинно-тракторной станции (МТС) Ташлинского района Оренбургской области, Герой Социалистического Труда (1954 год).

## Биография
Родился 16 апреля 1907 года в селе Новая Казанка Оренбургской губернии (ныне — Бузулукский район Оренбургской области) в семье крестьянина.
По окончании начальной школы в родном селе, работал в хозяйстве родителей. В 1929 году вступил в колхоз «Красный Урал» в селе Трудовое ныне Соль-Илецкого района Оренбургской области. Был направлен на курсы комбайнеров, окончив которые, с 1932 года работал на Большевистской МТС в Ташлинском районе Оренбургской области. Первоначально — трактористом, затем — комбайнером. В 1936 году был избран делегатом Чрезвычайного VIII-го съезда Советов.
В 1941 году призван в Красную армию. Стал участником Великой Отечественной войны, воевал пулемётчиком на Ленинградском фронте. В октябре 1941 года был тяжело ранен и лишился обеих ног. После длительного лечения в госпиталях был демобилизован и вернулся в родное село. Став инвалидом, только в 1952 году он смог снова приступить к работе и, несмотря на тяжёлое увечье, начал трудиться слесарем по ремонту сельскохозяйственной техники, а затем, самостоятельно приспособив комбайн для управления без ног, стал комбайнером на комбайне «Сталинец-6». В 1954 году с площади 1750 гектаров Веретин намолотил более 10 тысяч центнеров зерна.
Продолжал работать на комбайне в последующие годы. Трагически погиб, утонув 7 октября 1958 года, когда при въезде на паром для переправы через реку Урал в Бурлинском районе Западно-Казахстанской области управляемый им автомобиль «ГАЗ-69» съехал в воду. Был похоронен на родине — в селе Ташла.
Избирался депутатом Чкаловского областного и Ташлинского районного Советов народных депутатов. Именем Героя названа улица в Ташле; также в селе проводятся легкоатлетические кроссы в его память. Его портрет находится на районной Доске почёта.
В семье у Алексея Веретина было пятеро детей, двое из которых — Иван и Лидия живут в Ташле.

## Награды
- Указом Президиума Верховного Совета СССР от 30 декабря 1954 года за достижение высоких показателей на уборке урожая зерновых культур и проявленную при этом трудовую доблесть Веретину Алексею Андреевичу было присвоено звание Героя Социалистического Труда с вручением ордена Ленина и золотой медали «Серп и Молот».
- Также был награжден орденами Ленина (11.01.1957) и Отечественной войны 1-й степени (28.06.1955), а также медалями, в числе которых «За победу над Германией в Великой Отечественной войне 1941—1945 гг.» и медали ВДНХ СССР.
- Как участник 8-го съезда Советов был награждён позолоченным портсигаром с надписью «ЗА АКТИВНУЮ РАБОТУ делегату VIII Съезда Советов» (Чрезвычайный VIII-й съезд (1936 год) был последним Всесоюзным съездом Советов, так как на нём была утверждена Конституцию СССР, согласно которой высшим органом государственной власти в стране стал Верховный Совет СССР).